# Saint-Ferréol-Trente-Pas
Saint-Ferréol-Trente-Pas ist eine französische Gemeinde mit 221 Einwohnern (Stand 1. Januar 2022) im Département Drôme in der Region Auvergne-Rhône-Alpes.

## Geografie
Saint-Ferréol-Trente-Pas liegt 19 Kilometer nordöstlich von Valréas und 9,6 Kilometer nordöstlich von Nyons am Rande des Forêt de Marsanne (Wald von Marsanne). Der namengebende Bach Trente-Pas verläuft in malerischen Schluchten auf dem Gemeindegebiet und mündet hier in den Bentrix.

## Geschichte
Der Teil Saint Ferréol des Ortsnamens stammt vom Heiligen Ferréol de Besançon († 212).
1793 wurde Saint-Ferréol-Trente-Pas noch Saint Ferriol genannt. Im Jahre 1801 erhielt die Gemeinde als Saint-Ferréol im Zuge der Französischen Revolution (1789–1799) das Recht auf kommunale Selbstverwaltung. Seit 1920 ist heutige Ortsname offiziell.

### Bevölkerungsentwicklung
| Jahr                       | 1962 | 1968 | 1975 | 1982 | 1990 | 1999 | 2006 | 2016 |
| Einwohner                  | 130  | 123  | 124  | 139  | 191  | 212  | 224  | 248  |
| Quellen: Cassini und INSEE |      |      |      |      |      |      |      |      |

Die meisten Einwohner hatte Saint-Ferréol-Trente-Pas 1851 (493), danach sank die Einwohnerzahl, bis sie 1968 mit 123 Einwohnern ihren Tiefpunkt erreichte. Seitdem sind die Einwohnerzahlen wieder gestiegen.

## Wirtschaft
Haupterwerbszweige der Saint-Ferréolais sind der Anbau von Oliven, Weinbau und die Zucht von Hausschafen und Hausziegen.